# Задарски мир
Мир у Задру закључен је 18. фебруара 1358. године између Млетачке републике и Угарске. Њиме је завршен Други млетачки рат. Задарским миром Угарска је истисла Венецију из источног Јадрана. Венеција се морала одређи својих поседа у Далмацији, а Дубровник је признао врховну власт угарског краља.

## Мир
Лајош I ступа на угарски престо 1342. године наследивши свога оца Карла Роберта. Године 1345. избио је устанак Задрана против Млетачке републике која опседа град. Војска коју је Лајош послао није била довољно снажна да ослободи Задар. Угарска војска тешко је поражена 1346. године те је Задар враћен под млетачку власт. Лајош са Млечанима 1348. године склапа мир на осам година. То време је искористио да ојача своју власт у југозападним угарским покрајинама. Истивремено је ојачао свој утицај у Босни женидбом са Јелисаветом, ћерком Стјепана II Котроманића (1353). Лајош је 1353. године преговарао са Млечанима око уступања обале за 5000 дуката годишње, али је то спречио његов брат Стјепан. Лајош је 1356. године прикупио велику крсташку војску за напад на Српско царство, али ју је неочекивано упутио на Млетачку. Тиме је отпочео Други млетачки рат. Лајош је провалио у северну Италију и наметнуо Млетачкој рат на сопственој територији угрожавајући чак и саму непријатељску престоницу. Сплићани и Трогирани су лета 1357. године збацили млетачку власт, а исте године угарска војска улази у Шибеник и креће према Задру. Војска је успела да уђе у град захваљујући грађанима који су ноћу пребацили конопце преко зидина. Млечани су истерани из читаве Далмације. Тиме је рат завршен.
Задарски мир закључен је 18. фебруара 1358. године у цркви Светог Фрање Асишког у Задру. Лајош је читаву Далмацију вратио под угарску управу, а Млетачка се одрекла далматинског копна и свих острва од Кварнера до Драча. Млетачки дужд одрекао се титуле "хрватског и далматинског херцега". Дубровник је ступио у преговоре са угарским двором. Вишеградским уговором Дубровник је постао део Угарске краљевине са потпуном аутономијом. Од 1358. године користи се назив "Дубровачка република" за државу са центром у Дубровнику. Лајош је између 1378. и 1381. године поново ратовао са Венецијом (Трећи млетачки рат) због млетачког ометања трговине на Јадрану. Млечани привремено заузимају Котор који је 1371. године прихватио врховну власт Угарске. Такође је освојен и Шибеник и Раб. Након пораза у бици са ђеновљанском флотом, закључен је мир у Торину. Миром у Торину Млечани су признали одредбе Задарског мира и обавезали су се на плаћање 7000 дуката угарском краљу. Такође су морали вратити Котор.

## Галерија
- Копија Задарског мира
- Улица Задарског мира
- Лајош улази у Задар